# Galegos (Póvoa de Lanhoso)
Galegos é uma povoação portuguesa sede da Freguesia de Galegos do Município de Póvoa de Lanhoso, freguesia com 2,50 km² de área e 559 habitantes (censo de 2021), tendo, por isso, uma densidade populacional de 223,6 hab./km².

## Demografia
A população registada nos censos foi:
| Distribuição da População por Grupos Etários | Distribuição da População por Grupos Etários | Distribuição da População por Grupos Etários | Distribuição da População por Grupos Etários | Distribuição da População por Grupos Etários |
| -------------------------------------------- | -------------------------------------------- | -------------------------------------------- | -------------------------------------------- | -------------------------------------------- |
| Ano                                          | 0-14 Anos                                    | 15-24 Anos                                   | 25-64 Anos                                   | > 65 Anos                                    |
| 2001                                         | 127                                          | 100                                          | 313                                          | 89                                           |
| 2011                                         | 84                                           | 73                                           | 291                                          | 95                                           |
| 2021                                         | 56                                           | 64                                           | 305                                          | 134                                          |

## Património
- Igreja Paroquial de S. Martinho. Construída nos inícios do século XVIII, é formada por três altares: o altar-mor, onde se encontra uma imagem de São Martinho, e dois altares colaterais.